# Teorema de Rolle
Em matemática, nomeadamente em análise, o teorema de Rolle afirma que dada uma função contínua {\displaystyle f} definida em um intervalo fechado {\displaystyle [a,b]} e diferenciável em {\displaystyle (a,b),} se {\displaystyle f(a)=f(b)} então existe algum ponto {\displaystyle c} em {\displaystyle (a,b)} onde a tangente ao gráfico de {\displaystyle f} é horizontal, isto é,
{\displaystyle f'(c)=0.}
Colocando em linguagem comum, o teorema afirma que, em qualquer função contínua de intervalo delimitado por pontos {\displaystyle A} e {\displaystyle B} de mesma altura, ou mesma coordenada vertical, há algum ponto C em que a derivada da função, isto é, sua taxa de variação instantânea é nula.
É denominado em memória de Michel Rolle.

## Intuição

Ilustração do Teorema de Rolle

O enunciado do teorema é intuitivo considerando a exigência de continuidade da própria derivada (se existente) de uma função {\displaystyle f(x)}: se {\displaystyle a} e {\displaystyle b} são as coordenadas horizontais de pontos {\displaystyle A} e {\displaystyle B} de mesma altura, extremos de um intervalo, então a função {\displaystyle f(x)} cresce, decresce ou permanece constante para {\displaystyle x>a}, nas vizinhanças de {\displaystyle A}. Se a função é constante, o resultado é trivial: sua derivada é nula em todo o intervalo. Se cresce, sabe-se que eventualmente tem de decrescer para retornar à mesma coordenada vertical do ponto {\displaystyle A} para chegar ao ponto {\displaystyle B}. Por {\displaystyle f(x)} ser contínua e diferenciável nesse intervalo, sua derivada também o é, e como a derivada {\displaystyle f'(x)} começa positiva nas vizinhanças de {\displaystyle A} e, conforme o valor de {\displaystyle x} aumenta, torna-se negativa antes de chegar ao ponto {\displaystyle B}, é necessário que exista um ponto tal que {\displaystyle f'(x)=0}. O mesmo raciocínio é aplicável a uma função de derivada inicialmente negativa e posteriormente positiva.

## Demonstração
Como {\displaystyle f} é contínua, então, pelo teorema de Weierstrass, admite no intervalo {\displaystyle [a,b]} um máximo {\displaystyle M} e um mínimo {\displaystyle m.}
Primeiro, suponha que {\displaystyle M=m}. Então {\displaystyle f} é constante no intervalo considerado e, consequentemente, a derivada é {\displaystyle 0} em todos os pontos. Portanto, o teorema é verdadeiro neste caso.
Suponha agora que {\displaystyle M\neq m}. Então a função assume no interior do intervalo {\displaystyle [a,b]} um máximo, um mínimo ou até os dois. Admita-se, sem perda de generalidade, que {\displaystyle f} assume o valor máximo {\displaystyle M} no ponto {\displaystyle c} tal que {\displaystyle a<c<b.}
Então, para valores de {\displaystyle x<c}, temos {\displaystyle x-c<0} e também {\displaystyle f(x)-f(c)\leq 0}. Portanto,
{\displaystyle {\frac {f(x)-f(c)}{x-c}}\geq 0.}
Como {\displaystyle f} é diferenciável no intervalo {\displaystyle (a,b)}, segue que
{\displaystyle \lim _{x\to c^{-}}{\frac {f(x)-f(c)}{x-c}}=f'(c)\geq 0.}
Para valores de {\displaystyle c} à direita de {\displaystyle x,} temos {\displaystyle x-c>0}  e {\displaystyle f(x)-f(c)\leq 0}. Portanto,
{\displaystyle {\frac {f(x)-f(c)}{x-c}}\leq 0,}
e, também,
{\displaystyle \lim _{x\to c^{+}}{\frac {f(x)-f(c)}{x-c}}=f'(c)\leq 0.}
Mas então conclui-se que
{\displaystyle f'(c)\geq 0} e {\displaystyle f'(c)\leq 0,}
o que só é possível se
{\displaystyle f'(c)=0,}
provando-se assim o teorema.
A demonstração seria análoga se em vez de um ponto de máximo admitíssemos a existência de um ponto de mínimo no intervalo.

## Corolários
1. Resulta do teorema de Rolle que, se {\displaystyle I} for um intervalo de R e se {\displaystyle f} for uma função derivável de {\displaystyle I} em R, então entre quaisquer dois zeros de {\displaystyle f} há pelo menos um zero da derivada. Isto pode ser usado para provar por indução que qualquer polinómio {\displaystyle p(x)} de grau {\displaystyle n} com coeficientes reais tem, no máximo, {\displaystyle n} raízes (excepto, naturalmente, no caso do polinómio nulo).
2. Se {\displaystyle I} for um intervalo de R e se {\displaystyle f} for uma função derivável de {\displaystyle I} em R, entre dois zeros consecutivos da derivada não pode haver mais do que um zero de {\displaystyle f} (podendo não existir nenhum).[5]